# Würchwitz
Würchwitz este o comună din landul Saxonia-Anhalt, Germania.